# Saskia Hölbling
Saskia Hölbling, née le 6 mars 1971 à Vienne en Autriche, est une danseuse et chorégraphe autrichienne de danse contemporaine.

## Vie et œuvre

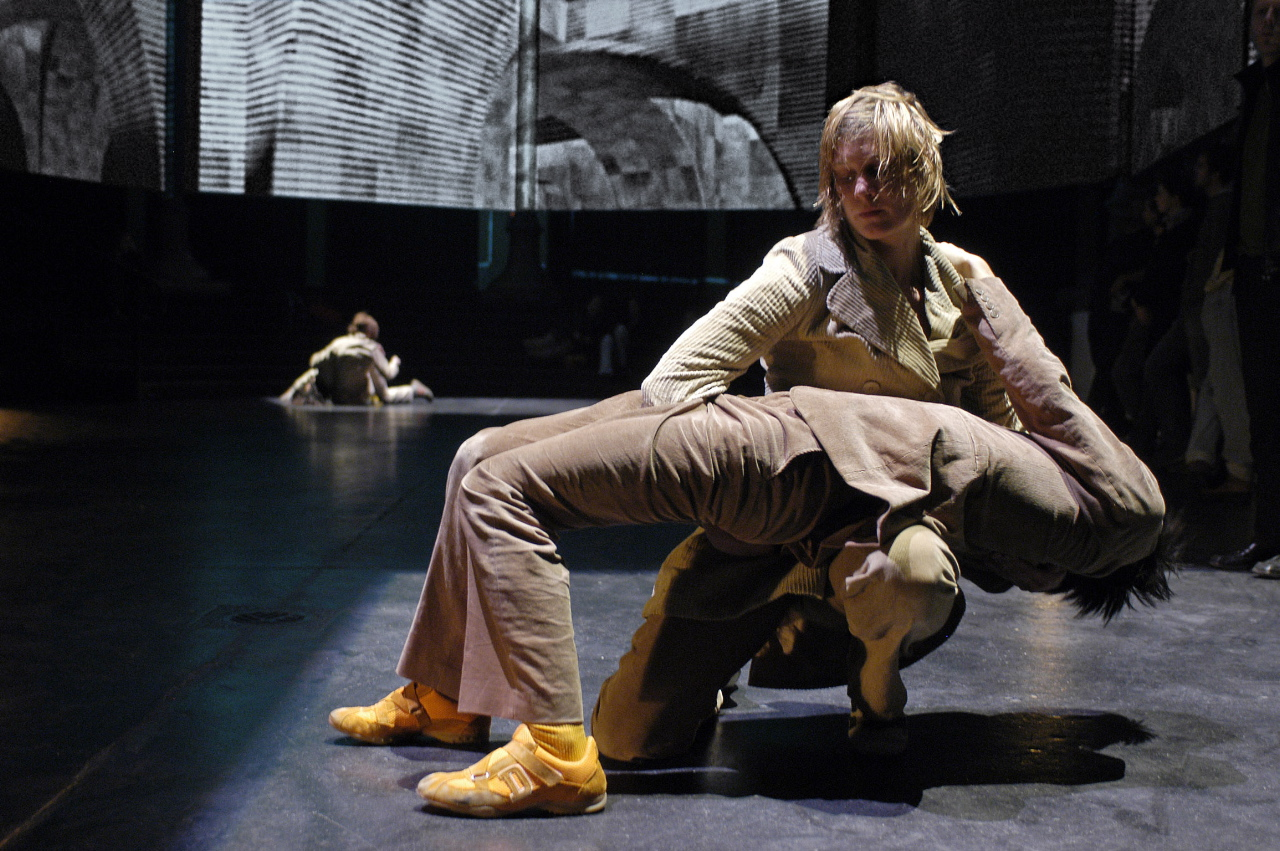
Saskia Hölbling pendant sa pièce Labyrinth

Saskia Hoelbling réalise ses premières pièces  pendant ses études au Konservatorium der Stadt Wien (Conservatoire de Vienne) de 1991 à 1995. Elle poursuit sa formation à Bruxelles à l’école de danse P.A.R.T.S. dirigée par Anne Teresa De Keersmaeker. En 1996, elle participe au programme DanceWEB, puis bénéficie en 2001 d'une bourse pour l’Atelier du Monde/Montpellier Danse 2001. En 1995, Hölbling fonde sa compagnie DANS.KIAS. Elle compte dès lors parmi les rares chorégraphes autrichiennes ayant leur propre compagnie. Depuis, elle a créé une vingtaine de pièces pour sa troupe basée à Vienne.
Saskia Hölbling a également signé plusieurs chorégraphies sur des compositions de musique contemporaine. En 2002, elle met en scène deux productions lyriques en collaboration avec le Wiener Taschenoper, Il combattimento di Tancredi e Clorinda de Claudio Monteverdi et A-Ronne de Luciano Berio. En 2004, elle crée la chorégraphie d’une performance interactive pour quatre danseurs, Labyrinth, avec le compositeur Wolfgang Mitterer et le vidéaste Alexej Paryla. En 2009, elle retrouve le Wiener Taschenoper pour qui elle met en scène trois œuvres de Luciano Berio : Naturale, Visage et Sequenza V.
Parallèlement, Hölbling travaille avec des artistes issus d’autres disciplines comme en 2005 où elle donne une lecture-performance intitulée Vom Sinn des Sinns dans le cadre du projet Philosophy on Stage du philosophe Arno Böhler et de la comédienne Susanne Ganzer. En 2008, elle développe un duo avec le danseur et chorégraphe français Fabrice Ramalingom, fiction in between. En 2009, elle se lance dans la mise en scène de théâtre et monte avec les étudiants du Max Reinhardt Seminar la pièce de Heiner Müller Hamletmaschine.
En tant que danseuse, Saskia Hölbling a participé à différentes productions, notamment de Bob Wilson, de la compagnie W. Dorner, de Laurent Pichaud et de Benoît Lachambre. Elle dirige également des ateliers de danse contemporaine au Konservatorium der Stadt Wien ou anime des séminaires groupés pour les comédiens du Max Reinhardt Seminar.
En juin 2009, Hölbling agit comme conseillère auprès de jeunes chorégraphes dans le cadre de Stückwerk09 au Tanzquartier Wien.

## Création et style

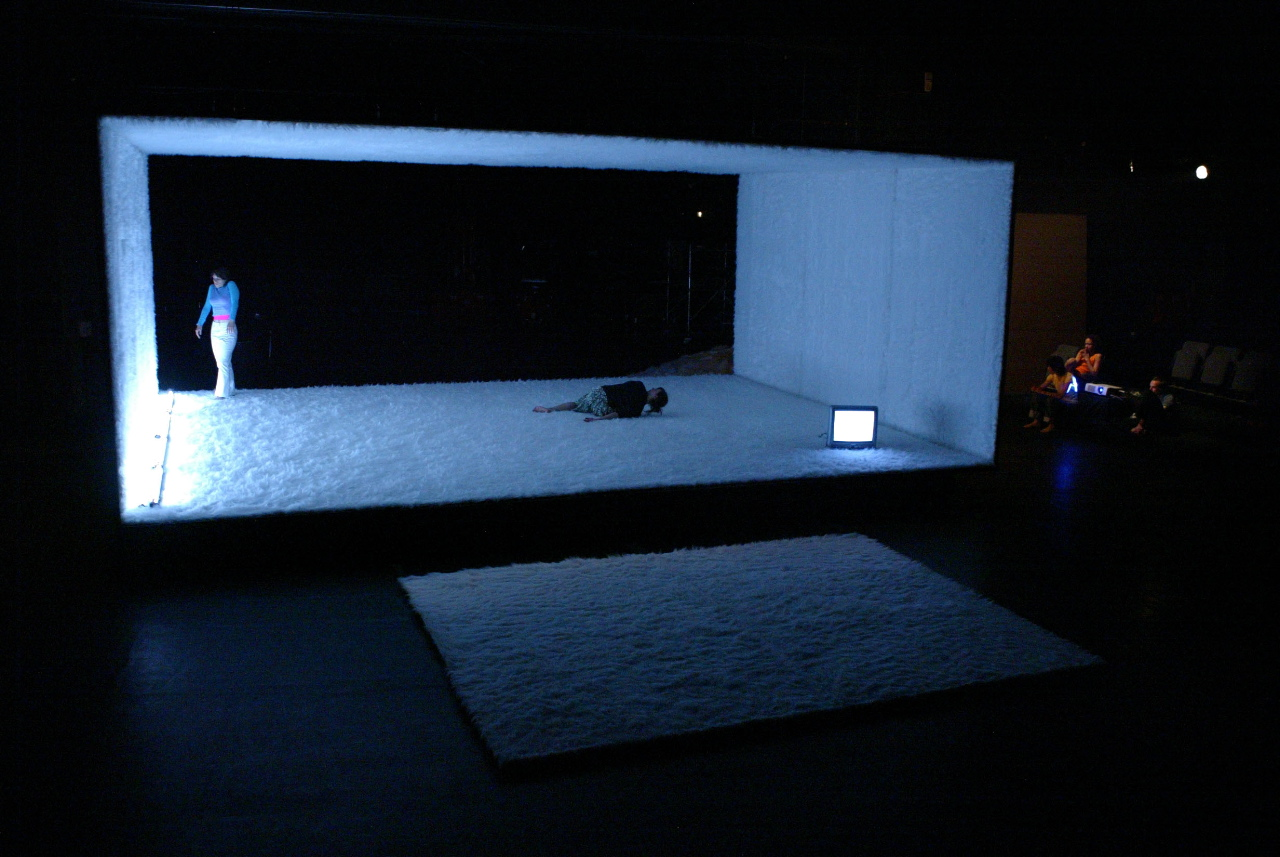
superposition corps

Saskia Hölbling a reçu en 2000 le Prix d’Auteur du Conseil général de la Seine-Saint-Denis/Bagnolet pour Do your desires still burn et, en 2002, l’Österreichischer Tanzproduktionspreis pour Other Feature.
Dans le cadre de l’inauguration du Tanzquartier Wien en 2001, elle présente le solo rrr… (reading, readings, reading), conçu en collaboration avec le chorégraphe Benoît Lachambre et le vidéaste Laurent Goldring.
Si, dans ses pièces intent/frame I et II (2000 et 2001), elle s’intéresse aux petits gestes révélateurs des comportements et des relations entre les êtres, avec other feature (2002), elle travaille sur le corps nu comme matériau organique capable de mouvement. Elle poursuit cette recherche qu’elle poursuit dans exposition corps (2003) et superposition corps (2004). Dans secret sight (2009), ce sont les espaces et les lignes entre les corps qui retiennent son attention. Enfin, dans pictographic events (2010), elle expérimente avec un vaste répertoire de signes et d’images du corps.

## Principales créations
Chorégraphies pour DANS.KIAS
- Duras-Trilogie (1995–1997)
- Do Your Desires Still Burn (1998)
- Distance.Two.Near (1999)
- Chat Gap (1999)
- in.tent//frame 1 (2000)
- in.tent//frame 2 (2001)
- other feature (2002)
- exposition corps (2003)
- superposition corps (2004)
- Your Body Is the Shoreline (2005)
- Jours Blancs (2006)
- F on a pale ground (2007)

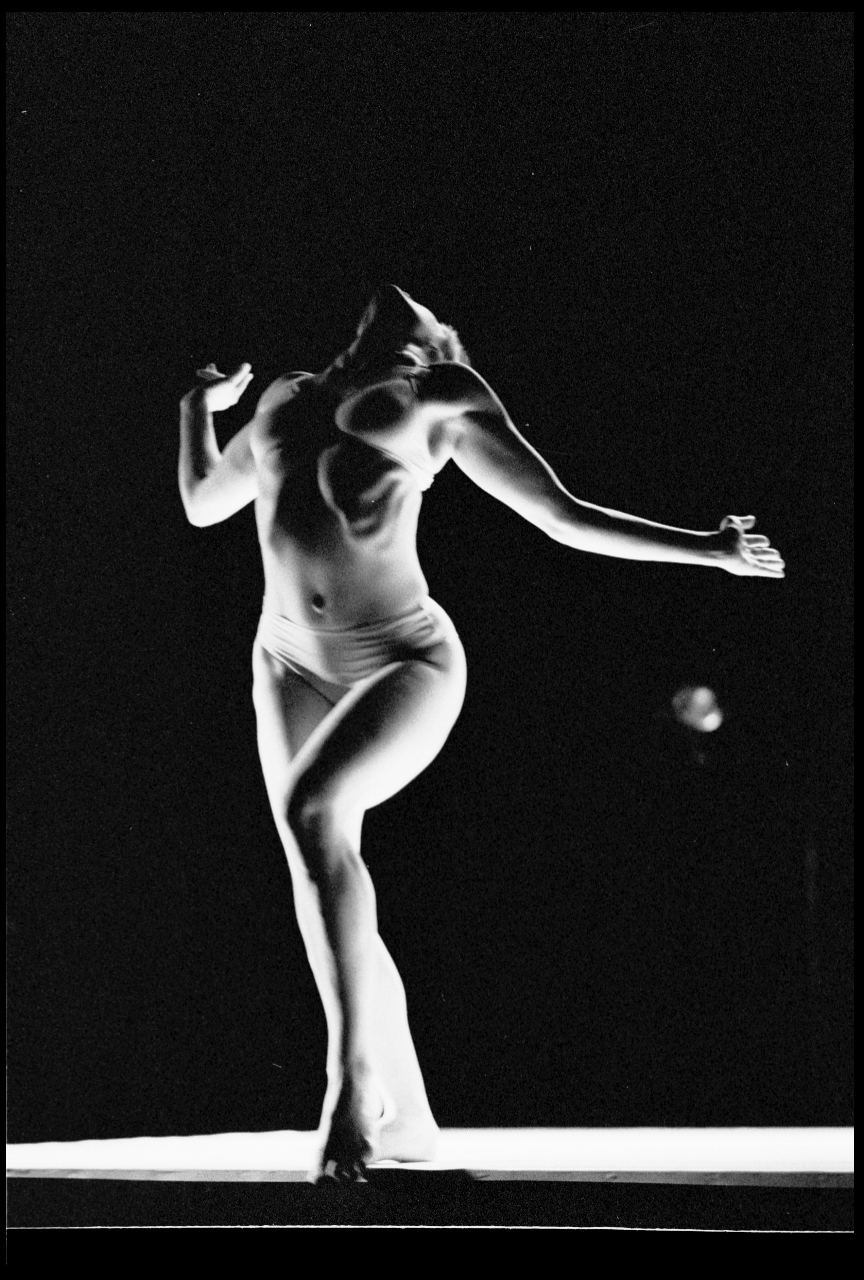
exposition corps

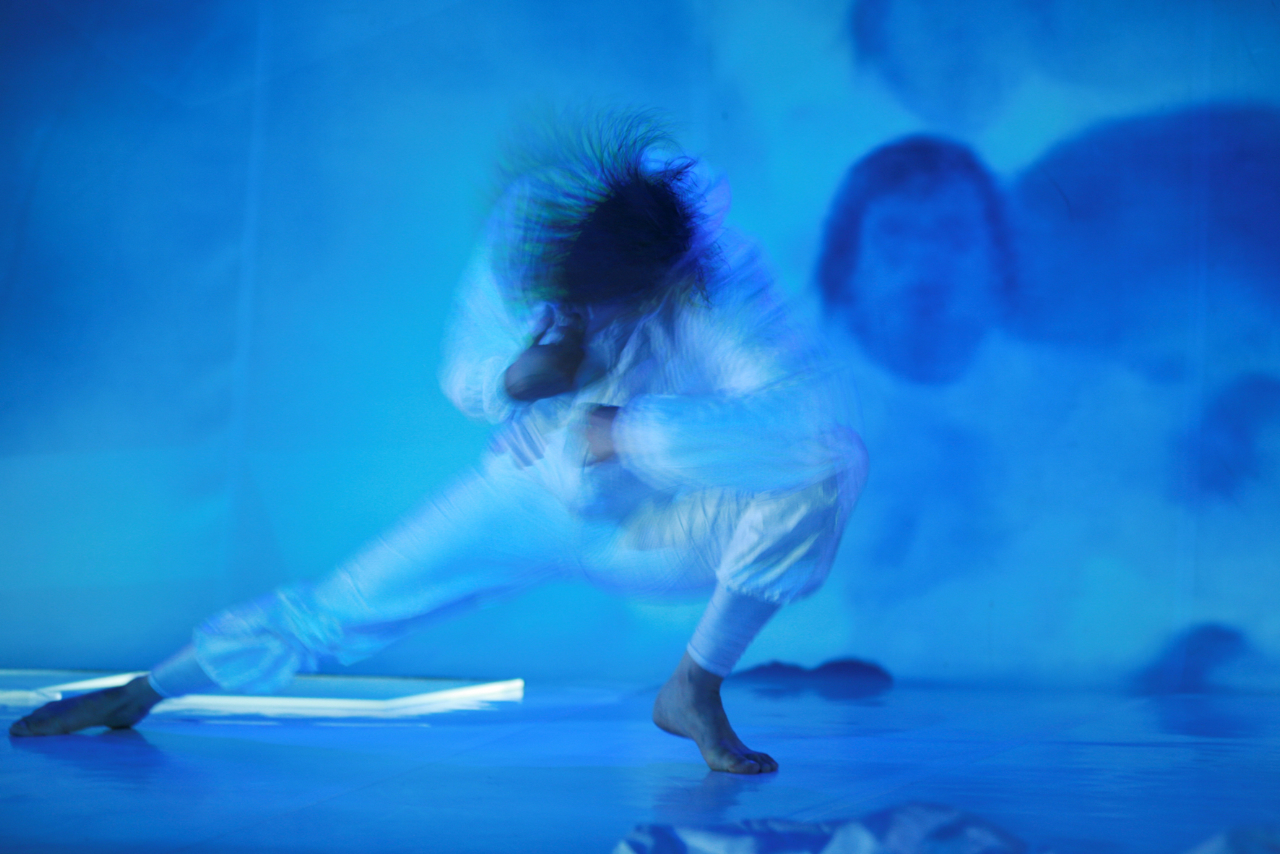
cat freeze 2

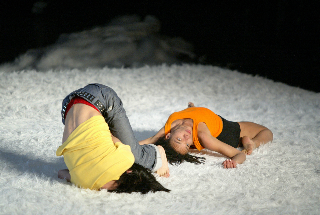
superposition corps

- Cat in a Deep Freeze, bzw. Cat Freeze 2 (2007)
- Secret Sight (2008)

Chorégraphies pour d’autres compagnies
- Out.of.between (1999)  pour le ballet du Wiener Staatsoper
- Emerge Behind Your Eyes (2000) pour le TanzTheaterWien

Collaboration avec d’autres artistes
- Rrr… (2001) – solo développé avec Benoît Lachambre/CA (direction artistique) et Laurent Goldring/FR (vidéo exposition) pour l’inauguration du Tanzquartier Wien
- Philosophy on Stage (2005) – projet initié par le philosophe autrichien Arno Böhler et la comédienne Susanne Granzer
- Fiction in Between (2008) – duo avec Fabrice Ramalingom

Mises en scène
- 2002 : mise en scène de Il combattimento di Tancredi e Clorinda (Monteverdi) et A-ronne (Berio) pour le festival Wien Modern (chef d’orchestre : Peter Rundl/DE)
- 2004 : Labyrinth, projet commun de théâtre musical de Wolfgang Mitterer (musique), Alexej Paryla (vidéo) et Saskia Hölbling (danse)
- 2009 : mise en scène des trois compositions de Luciano Berio, Naturale, Visage et Sequenza V, pour le Wiener Konzerthaus (Neuer Saal), regroupées sous le titre de Berio in Bewegung
- 2009 : mise en scène de la pièce Hamletmaschine de Heiner Müller sur commande du Max Reinhardt Seminar pour les étudiants de 3e année

Documentation
- 2006 : DANS.KIAS.DOC, DVD documentaire sur le travail artistique de la compagnie